# Lubang Kidul
Lubang Kidul is een bestuurslaag in het regentschap Purworejo van de provincie Midden-Java, Indonesië. Lubang Kidul telt 1100 inwoners (volkstelling 2010).